# У Мінься
Ву Мінься  (кит.: 吴敏霞, 10 листопада 1985) — китайська стрибунка у воду, олімпійська чемпіонка, чемпіонка світу 2011 року.

## Виступи на Олімпіадах
| Олімпіада   | Дисципліна                   | Місце |
| ----------- | ---------------------------- | ----- |
| Афіни 2004  | трамплін                     | 2     |
| Афіни 2004  | синхронні стрибки з трамліна | 1     |
| Пекін 2008  | трамплін                     | 3     |
| Пекін 2008  | синхронні стрибки з трамліна | 1     |
| Лондон 2012 | трамплін                     | 1     |
| Лондон 2012 | синхронні стрибки з трамліна | 1     |
| Ріо 2016    | синхронні стрибки з трамліна | 1     |